# 3 inimi
3 inimi este un single lansat de cântăreața de origine moldovenească Irina Rimes în colaborare cu trupa moldovenească Carla's Dreams. Melodia a fost creată de cei doi artiști, iar de producție s-au ocupat  Marcel Botezan și Sebastian Barac. 
Melodia a fost lansată pe 4 aprilie 2020 cu un videoclip și a fost parte dintr-o campanie a supermarketului Lidl și vorbește despre iubire, familie și armonie. Piesa a reușit să aibă un succes modest în topurile muzicale din țară.

## Videoclip

Irina Rimes și Carla's Dreams într-o scenă din videoclip

Videoclipul a fost lansat în aceeași zi cu single-ul și a fost regizat de Bogdan Păun. În videoclipul apar cei doi artiști, precum și un arici animat care este mascota campaniei lansate de Lidl în care a fost utilizată melodia. De asemenea câteva dintre produsele mărcilor supermarketului apar în clip. Povestea clipului este identică cu mesajul piesei. Videoclipul a fost lansat pe canalul de YouTube al Irinei Rimes și avea în septembrie 2020 peste 8.000.000 de vizualizări.

## Clasamente
| Țară (clasament)    | Poziția maximă |
| ------------------- | -------------- |
| Airplay Top 100     | 15             |
| MediaForest (radio) | 2              |
| MediaForest (TV)    | 10             |